# Человек из Чеддара
Чеддарский человек (англ. Cheddar Man) — название, данное исследователями останкам мужчины, обнаруженным в пещере Гофа (en:Gough's Cave), которую в 1890 году обнаружил капитан Ричард Гоф (Richard Cox Gough) и по имени которого она была названа.
Пещера Гофа находится в ущелье Чеддар в графстве Сомерсет (Англия). По-видимому, чеддарский человек умер насильственной смертью. Останки примерно датируются 7150 годом до н. э. (10—9 тыс. л. н.) и являются древнейшим найденным в Британии полностью сохранившимся скелетом. Человек из Чеддара имел рост 1 метр 65 см и скончался в возрасте чуть старше 20 лет. Исследование ДНК опровергло теорию о родстве «человека из Чеддара» с каннибалами, жившими в пещере Гофа ок. 15 тыс. лет назад.
Останки были обнаружены в 1903 году и в настоящее время находятся в лондонском Музее естествознания, а копия — в музее «Чеддарский человек и каннибалы» в деревне Чеддар.

## Исследование ДНК
В 1996 году Брайан Сайкс из Оксфордского университета первым определил последовательность митохондриальной ДНК, взятой из коренных зубов чеддарского человека, и определил в ней гаплогруппу U5a — древнейшую из сохранившихся в Европе. По данным Сайкса гаплогруппа U5 встречается у 11 % людей современных европейских народов.
Сайкс, который снимал фильм по ходу проведения исследования, не ограничился определением гаплогруппы останков, но обследовал также современных жителей деревни Чеддар, в результате чего выявил два точных совпадения гаплогруппы (у двух неназванных школьников) и одно совпадение с одной мутацией (у местного учителя истории по имени Адриан Таргетт, что свидетельствует о существовании общего предка по материнской линии). Выводы Б. Сайкса, основанные только на исследованиях мтДНК, о том, что современные британцы являются в большей степени потомками палеолитического и мезолитического населения Британии, чем более поздних пришельцев эпохи неолита и последующих эпох, являются сомнительными, так как по мужской линии большинство жителей Великобритании и Западной Европы являются носителями Y-хромосомной гаплогруппы R1b, которая появилась на Британских островах с носителями культуры колоколовидных кубков ок. 2475—2315 лет до н. э.
В 2018 году исследователи британского Музея естествознания получили образцы ДНК из костной ткани скелета, просверлив тонкое отверстие в его черепе. Учёным удалось секвенировать полный геном мужчины и выяснить, что у «человека из Чеддара» была тёмно-коричневая или почти чёрная кожа, тёмные вьющиеся волосы и голубые глаза. У него была непереносимость лактозы. У чеддарца (10557—9932 лет до настоящего времени, 8607—7982 лет до н. э.) определены Y-хромосомная гаплогруппа I2a2b-Y10705>I2a1b2a-S2524>S2524* (ISOGG 2018) и митохондриальная гаплогруппа U5b1 — такая же, как и у человека из Бишонского грота (Швейцария, 11 820—11 610 лет до н. э.) и у человека из Лошбура (Люксембург, 6210—5990 лет до н. э.).